# Estación Jacques Brel
Jacques Brel es una estación de metro de la línea 5 del metro de Bruselas. Lleva el nombre del cantante, compositor y poeta belga Jacques Brel. La estación abrió sus puertas el 6 de octubre de 1982 como parte de la extensión Beekkant – Saint Guidon de la línea 1B. Tras la reorganización del Metro de Bruselas en abril de 2009, esta parte de la línea 1B ahora forma parte de la línea 5. Después de que la ciudad de Bruselas comenzó con proyectos de arte para mejorar su subterráneo, Maurice Wyckaert fue designado para decorar la estación Jacques Brel.
- Datos: Q304194
- Multimedia: Jacques Brel metro station / Q304194